# 中島健
中島 健（なかじま けん、1978年2月12日 - ）は、日本の男性プロボクサー。グリーンツダボクシングクラブ所属。北海道河西郡芽室町出身。身長163cm。北海道帯広三条高等学校、近畿大学卒業。

## 来歴
中学2年生からボクシングを始める。1994年、高校選抜ライトフライ級で優勝し、1996年・1998年全日本選手権でそれぞれ3位に入賞した。アマチュア戦績は、72戦58勝14敗。
1999年10月21日、プロデビュー戦で1RKO勝ち。
2001年1月28日、ロデル・マヨール（フィリピン、後のOPBF東洋太平洋ミニマム級王者）に6R判定負けでプロ初の黒星を喫した。
2004年10月11日、8連勝で元WBA世界ミニマム級王者チャナ・ポーパオイン（タイ）と戦うも、6R判定で2敗目を喫した。
2004年10月11日、世界ランカーのアルマンド・デラ・クルス（フィリピン）に10R判定勝ち。
2005年8月21日、WBCインター王者フランシスコ・ロサス（メキシコ）と戦い、10R判定で3連勝となった。
2006年1月9日、パシフィコ横浜でWBC世界ミニマム級王者イーグル京和に挑戦するが、終始イーグルの強打を浴び続け、7RTKO（1分1秒）負けを喫した。
2006年11月7日、OPBF東洋太平洋ライトフライ級王座挑戦者決定戦を國重隆と争うも、10R判定で敗れ挑戦権を得られず。
2007年4月26日、OPBF東洋太平洋ライトフライ級王者ファニト・ルビリアルに挑戦、グリーンツダの津田博明名誉会長の追悼興行であったが、5RKOで敗れ、引退を表明した。